# Wereldbeker schaatsen 2008/2009 - Wereldbeker 3 - 1500 meter vrouwen
De derde van 6 wedstrijden voor de wereldbeker schaatsen 1500 meter werd gehouden op 23 november 2008 in Moskou.

## Uitslag A-divisie
| rang   | schaatser            | tijd    | punten |
| ------ | -------------------- | ------- | ------ |
| Goud   | Claudia Pechstein    | 1.55,96 | 100    |
| Zilver | Christine Nesbitt    | 1.56,40 | 80     |
| Brons  | Kristina Groves      | 1.56,76 | 70     |
| 4      | Daniela Anschütz     | 1.57,26 | 60     |
| 5      | Jorien Voorhuis      | 1.57,40 | 50     |
| 6      | Laurine van Riessen  | 1.58,07 | 45     |
| 7      | Diane Valkenburg     | 1.58,18 | 40     |
| 8      | Shannon Rempel       | 1.58,64 | 36     |
| 9      | Masako Hozumi        | 1.58,80 | 32     |
| 10     | Jekaterina Lobysjeva | 1.59,06 | 28     |
| 11     | Elma de Vries        | 1.59,09 | 24     |
| 12     | Brittany Schussler   | 1.59,26 | 21     |
| 13     | Marrit Leenstra      | 1.59,42 | 18     |
| 14     | Clara Hughes         | 1.59,53 | 16     |
| 15     | Maki Tabata          | 1.59,94 | 14     |
| 16     | Seon-Yeong Noh       | 2.00,34 | 12     |
| 17     | Martina Sáblíková    | 2.00,51 | 10     |
| 18     | Lucille Opitz        | 2.00,98 | 8      |
| 19     | Maren Haugli         | 2.01,37 | 6      |
| 20     | Katrin Mattscherodt  | 2.01,76 | 5      |

## Loting
| rit | binnenbaan           | buitenbaan          |
| --- | -------------------- | ------------------- |
| 1   | Jorien Voorhuis      | Diane Valkenburg    |
| 2   | Katrin Mattscherodt  | Seon-Yeong Noh      |
| 3   | Lucille Opitz        | Clara Hughes        |
| 4   | Jekaterina Lobysjeva | Maren Haugli        |
| 5   | Maki Tabata          | Masako Hozumi       |
| 6   | Elma de Vries        | Martina Sáblíková   |
| 7   | Marrit Leenstra      | Claudia Pechstein   |
| 8   | Shannon Rempel       | Laurine van Riessen |
| 9   | Christine Nesbitt    | Brittany Schussler  |
| 10  | Kristina Groves      | Daniela Anschütz    |

## Top 10 B-divisie
| rang | schaatser           | tijd    | punten |
| ---- | ------------------- | ------- | ------ |
| 1    | Katarzyna Wójcicka  | 1.57,88 | 25     |
| 2    | Alla Shabanova      | 1.59,14 | 19     |
| 3    | Feifei Dong         | 1.59,26 | 15     |
| 4    | Jekaterina Sjichova | 1.59,48 | 11     |
| 5    | Jinjin Xu           | 1.59,76 | 8      |
| 6    | Lee Ju-youn         | 1.59,85 | 6      |
| 7    | Hiromi Otsu         | 2.00,63 | 4      |
| 8    | Yang Gao            | 2.01,44 | 2      |
| 9    | Galina Lichatsjova  | 2.01,56 | 1      |
| 10   | Chunyan Fu          | 2.02,35 | 0      |